# غونوي
غونوي (Γόννοι) هي مدينة في لاريسا في مقاطعة فوريا إلادا في اليونان.
يبلغ عدد سكانها حوالي 2066 نسمة.
يعتقد أنها مسقط رأس أنتيغونوس الثاني غوناتاس

## أعلام
- أنتيغونوس الثاني غوناتاس